# Convenant Nedersaksisch

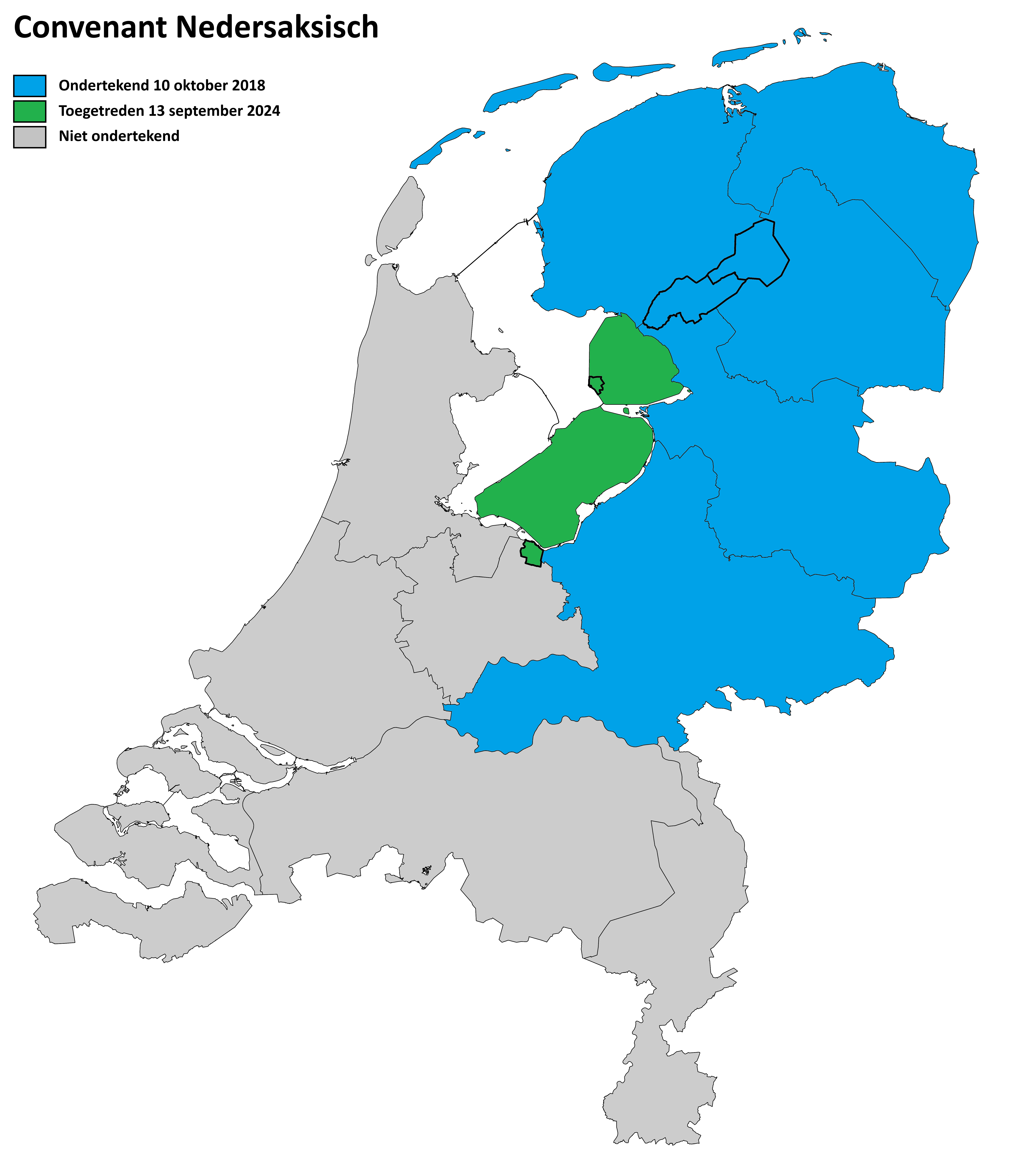
Ondertekeningen en toetredingen tot het Convenant Nedersaksisch

Het Convenant Nedersaksisch (volledige titel: Convenant inzake de Nederlandse erkenning van de regionale Nedersaksische taal) is een politiek instrument uit 2018 voor erkenning en stimulering van de Nedersaksische taal, de verzameling onderling gerelateerde dialecten die in het noordoostelijke deel van Nederland worden gesproken.
Het convenant werd op 10 oktober 2018 in het Provinciehuis in Zwolle ondertekend door het Ministerie van Binnenlandse Zaken, de provincies Groningen, Friesland, Drenthe, Overijssel en Gelderland, en de Friese gemeenten Ooststellingwerf en Weststellingwerf. Op 13 september 2024 traden de gemeenten Urk en Bunschoten toe tot het convenant, evenals de provincie Flevoland.
Het convenant "erkent de regionale taal Nedersaksisch als een wezenlijk, volwaardig en zelfstandig onderdeel van de taalsystematiek binnen Nederland". Door het convenant geven de betrokken partijen aan zich in te spannen en samen te werken om het Nedersaksisch te behouden en het gebruik ervan te bevorderen. Het convenant is echter niet 'in rechte afdwingbaar.'
In de tekst wordt benadrukt dat het convenant niet bedoeld is voor de totstandkoming van nieuwe verplichtingen, maar voor bevordering van de taal door 'de Nedersaksische overheden'. De minister van Binnenlandse Zaken kan daarbij een aanvullende rol spelen.
Het convenant loopt voor onbepaalde tijd; de werking zou binnen twee jaar na inwerkingtreding worden geëvalueerd. Uit openbaargemaakte notulen uit 2023 blijkt dat er met het Ministerie van Binnenlandse Zaken en Koninkrijksrelaties zou zijn afgesproken dat de gemaakte werkafspraken (Artikel 2.2) mochten worden gezien als evaluatie van het convenant. In de kabinetsreactie op het 7e evaluatierapport met betrekking tot de implementatie van het Europees Handvest voor regionale talen of talen van minderheden staat echter dat de evaluatie in 2024 werd verwacht. Ten tijde van januari 2025 is er nog altijd geen evaluatie verschenen. Op 20 januari 2025 werden de notulen van ambtelijke overleggen openbaargemaakt na een Woo-verzoek.

## Voorgeschiedenis
Het Nedersaksisch was in 1998 al door de Nederlandse overheid erkend onder het Europees Handvest voor regionale talen of talen van minderheden. De taal is erkend onder deel II van het handvest. Dit deel bevat minder verplichtingen tot behoud en bevordering van de taal dan deel III (dat bijvoorbeeld op het Fries van toepassing is). Jarenlang hebben de Nedersaksische provinciale overheden bij de rijksoverheid gelobbyd voor erkenning onder deel III, maar dat is er niet van gekomen, voornamelijk uit vrees voor verregaande verplichtingen en hoge kosten. In 2007 is er een afspraak gemaakt met staatssecretaris Bijleveld dat erkenning onder deel 3 kon worden overwogen als het bestaande beleid van de provincies toereikend zou zijn. Er waren significante inspanningen om dit proces te keren. Vanuit het Rijk heerste er een angst voor precedentwerking voor de andere deel 2 talen. Ook werd benadrukt dat erkenning deel 3 zou betekenen dat verzoeken om specifieke voorzieningen voor het Nedersaksisch moeilijk of niet te weigeren zouden zijn. Bovendien kon erkenning onder deel 3 'regionale sentimenten in Limburg aanwakkeren,' iets wat de Nederlandse overheid wilde voorkomen. In plaats hiervan is het Convenant Nedersaksisch tot stand gekomen. Een van de bedingingen is dat het behoud en de bevordering van de taal niet tot nieuwe wet- en regelgeving mag leiden. Het convenant wijst op de mogelijkheden die al bestaan onder huidige wetgeving; zo is het krachtens de Wet op het primair onderwijs al toegestaan om les te geven in een regionale taal of streektaal waar die een levende taal is. 
Voorafgaand aan de afsluiting van het convenant is er meerdere jaren onderhandeld over de inhoud. In 2015 stelde de toenmalige minister van Binnenlandse Zaken Ronald Plasterk de voorwaarde dat het 'deel 3 verbond' moest stoppen, voordat een nationale erkenning van het Nedersaksisch overwogen kon worden. In de concepttekst van het convenant stond in eerste instantie dat erkenning onder deel 3 met de afsluiting van het convenant zou worden uitgesloten.

## Organisatie en structuur
Het Convenant Nedersaksisch is georganiseerd rond twee overlegtafels, een ambtelijke en een bestuurlijke gesprekstafel, die de basis vormen voor de samenwerking tussen de convenantpartners. De coördinatie van de afspraken gebeurt wisselend door een van de partners (met uitzondering van het Rijk). De coördinerende partij fungeert tevens als eerste aanspreekpunt voor het ministerie en kan, indien nodig, ondersteuning inroepen van andere partners om de continuïteit te waarborgen.
De ambtelijke gesprekstafel, die drie keer per jaar bijeenkomt, richt zich primair op de uitwisseling van informatie, het delen van goede voorbeelden en het afstemmen van communicatie over projecten van lokaal en regionaal belang. Deze overlegvorm is niet bedoeld voor het ontwikkelen van gezamenlijk beleid, noch voor de beoordeling van subsidieaanvragen. Incidenteel worden bij deze bijeenkomsten streektaalinstellingen uitgenodigd.
De bestuurlijke gesprekstafel (bestaande uit gedeputeerden en wethouders) komt minimaal eenmaal per jaar bijeen, maar kan vaker worden ingepland indien nodig of wenselijk. Ook dit overlegplatform is bedoeld voor informatie-uitwisseling, het delen van best practices en het afstemmen van communicatie over grensoverschrijdende projecten.

## Tijdlijn

### 2017

#### 13 maart 2017
In het provinciehuis van Assen vond op 13 maart 2017 een ambtelijk overleg Nedersaksisch plaats. Er was een nabespreking over het bestuurlijk overleg van 16 februari 2017. Daarnaast bleek dat er nog geen contact was geweest tussen de gedeputeerden Bijl en Maij waarna nogmaals om overleg tussen beide gedeputeerden gevraagd werd over de nieuwe coördinerende Nedersaksische overheden. Verder werd aan alle aanwezigen verzocht om een korte kenschets en highlights van de Nedersaksische streektaalorganisaties op te stellen in de vorm van een A4. Oost- en Weststellingwerf en Friesland zouden daarnaast ook een A4 opstellen. De volgende punten kwamen naar voren:
Groningen
Het Bureau Groninger Taal en Cultuur en Het Huis van de Groninger Cultuur houden zich bezig met het Nedersaksisch en fuseren vanaf 1 januari 2018 om samen één instelling te worden. Zowel een structureel als incidenteel budget. Tot nu toe alleen universitair onderwijs geregeld. Het Bureau Groninger Taal en Cultuur valt onder de RUG, daarnaast komt er een nieuwe hoogleraar en een rapport over de invulling. Het Huis organiseert daarnaast cursussen voor volwassen.
Overijssel
In Overijssel bestaat het HCO en de IJsselacademie waarmee afspraken gemaakt zijn voor de periode 2017-2020. Er is een subsidieregeling Verhaal van Overijssel waarvoor streektaalprojecten in aanmerkingen komen en incidentele budgetten. Er is meer coördinatie en 'gerichte aandacht' voor streektalen, ook in de jaren 2013-2016. Het project 'Streektaal in de Zorg' loopt al een aantal jaren en is enthousiast ontvangen. 
Drenthe
Op 1 maart 2017 bestond het Huus van de Taol 10 jaar. In 2014 is geld vrijgemaakt voor 4 jaar voor het Drents en Duits vanuit een economisch perspectief waarbij het Nedersaksisch een opstap naar het Duits kan zijn. Koppeling met het onderwijs zou mooi zijn.
Friesland
In Oost- en Weststellingwarf bestaat de Stichting Stellingwarver Schrieversronte. Zij publiceren verschillend materiaal, geven voorlichting en cursussen. Traject loopt om de subsidierelatie met de Schrieversronte te herijken. Subsidie wordt verminderd en de rest van het budget blijft over voor het Stellingwerfs op project/initiatief niveau. Tijdens het volgende overleg in 2018 worden knopen doorgehakt. West- en Ooststellingwerf stellen een budget beschikbaar voor Heemkunde. Weststellingwerf heeft daarnaast een budget voor incidentele aanvragen. Friesland zelf ondersteunt op het gebied van taal, zoals de streektatlas (2015) en met budget voor incidentele aanvragen. 
Verder vond een eerste selectie voor een mogelijk meerjarenprogramma plaats. De overheden faciliteren en verbinden en brengen organisaties samen om samenwerking te stimuleren. Verder wordt gezorgd voor onderlinge afstemming en op termijn inhoudelijke afstemming. Het SONT is een uitvoeringspartner en kan helpen met het activeren van relevantie organisaties. De belangrijke onderwerpen zijn: maatschappelijk aspect, verbindingen met andere domeinen, rol van streektaal binnen bestuurlijk verkeer, cursussen, publieksevenementen en publicaties. 
Verder werd nagedacht over de rol van het Rijk aan het meerjarenplan. Duidelijk maken wat men van het Rijk verwacht en wat de wensen zijn, bijvoorbeeld over contact en budget. 
Afgesproken werd om verder na te denken over de coördinerende rol van de Nedersaksische overheden, het meerjarenprogramma en de Nedersaksische streektaalorganisaties.

### 2018

#### 5 juni 2018
Op 5 juni 2018 vond in het Provinciehuis van Overijssel een ambtelijk overleg plaats met vertegenwoordigers van de provincies Drenthe, Groningen, Gelderland, Friesland, Overijssel en de gemeenten Weststellingwerf en Ooststellingwerf. Tijdens de bijeenkomst, waarin ook teruggeblikt werd op het bestuurlijk overleg van 23 april 2018, werd onder meer gesproken over de wijze van ondertekening van het convenant. Gelderland uitte daarbij kritiek op het feit dat het convenant uitsluitend door overheden zou worden ondertekend, omdat volgens hen de creatie van streektaal in handen is van de organisaties en de mensen zelf. Ter appreciatie van de wens van Friesland, stemde Drenthe daarentegen in met een convenant in deze vorm.
Verder werden er concrete afspraken gemaakt over de organisatie van een Streektaalsymposium in Leeuwarden, met als thema "Jeugd en Streektaal". Hierbij kwamen onder meer de invulling van het programma en organisatorische als financiële aspecten aan bod, met een geraamde kostprijs van circa €5.000 per overheid. Ook werd er aandacht besteed aan het opzetten van een gezamenlijke deelnemerslijst voor de betrokken overheden en werd afgesproken dat een aangepast concept van het convenant opnieuw ter reactie zou worden verspreid, vergezeld van een uitnodigingsbrief aan minister Ollongren. Uiteindelijk werd de definitieve versie van het convenant op 10 oktober 2018 ondertekend.

### 2020

#### 13 mei 2020
Tussen vertegenwoordigers van de gemeente Weststellingwerf en de provincies Overijssel, Gelderland, Groningen, Drenthe en Friesland vond op 13 mei overleg plaats. Tijdens dit overleg werd de Proeftuin Meertaligheid besproken waar subsidieaanvragen tot een maximum van €70.000 gedaan konden worden met een vergoeding van 60% van de projectskosten mits minimaal vijf partijen van vijf verschillende provincies zouden meedoen. Verder werd de besteding van het budget van het Ministerie besproken.
Daarnaast werd de 'Plan van Aanpak programma positionering Nedersaksische taal en cultuur van de vijf samenwerkende provincies en de taal en cultuur organisaties' besproken. De provincie Overijssel gaf aan het plan intern te hebben besproken en het plan gebruikt te hebben voor de voorbereiding op de natuurnota. Verder wilde de provincie voor de zomer een besluit vormen. Weststellingwerf had het plan bestuurlijk gedeeld. Drenthe, Friesland en Groningen hadden het plan nog niet gedeeld. Een communicatieadviseur van de provincie Overijssel gaf aan dat er gekeken kon worden naar het ontwikkelen van een format waar de streektaalorganisaties mee konden communiceren. Aangegeven werd dat de samenwerking erg belangrijk is en dat de kosten bij Overijssel niet hoger zouden zijn dan wat de voorgaande jaren besteed was aan streekcultuur. Gelderland zag het plan als een aanvraag richting de provincie. Als bijgevolg had de provincie hier zorgen over. Weststellingwerf was tevreden over de samenwerking tussen de verschillende instellingen, maar had desondanks enkele vraagtekens bij verschillende punten. De inhoudelijke reacties op het plan waren verder dat het plan klein moest beginnen en zich langzaam moest opbouwen, laagdrempelig moest zijn, de communicatie snel opgepakt moest worden en het organisatorisch goed neergezet moest worden. Het centraal staan van de documentaire in het plan werd verder niet toegejuicht, het voorzitterschap zou per toerbeurt moeten, de coördinator een andere invulling zou moeten krijgen, dat een aantal het plan vast gekaderd vinden in plaatsvinden van een praatstuk en dat er vraagtekens zijn over de samenwerking vanuit de verschillende provincies.
De kosten voor het project zouden bij de Proeftuin Meertaligheid ingediend moeten worden. Verder werd vermeld dat de Stellingwarver Schrieversronte een eigen takenpakket heeft en dat de Schrieversronte niet allesbepalend is op het gebied van het Stellingwerfs; er zijn ook andere initiatiefnemers en niet alles zou via de Schrieversronte hoeven te gaan. Uiteindelijk werd besloten voor het plan om naar de reeds bestaande partijen te kijken en ruimte te bieden voor andere partijen die zich willen aansluiten, dat het plan met bestuurders werd besproken en dat er een gezamenlijke reactie zou komen op het plan. 
De gemeente Urk gaf aan het Convenant Nedersaksisch eveneens te willen tekenen, met ondersteuning vanuit de provincie Flevoland. De toetreding van de andere partijen, zoals bijvoorbeeld Urk, zou op het komende bestuurlijke overleg besproken worden. Het volgende bestuurlijke overleg werd gepland voor eind juni 2020.

### 2021

#### 28 januari 2021
Op 28 januari 2021 vond een ambtelijk overleg plaats tussen het Ministerie van Binnenlandse Zaken en Koninkrijksrelaties en vertegenwoordigers van de provincies Gelderland, Friesland, Groningen, Overijssel en de gemeente Weststellingwerf. Tijdens het overleg werd gesproken over de zevende rapportage voor het Europees Handvest voor regionale talen of talen van minderheden, de evaluatie van het Convenant Nedersaksisch en de financiering van provincie-overstijgende projecten.
De zevende rapportage werd besproken in het licht van de overgang naar een vijfjarige in plaats van een driejarige evaluatiecyclus. Vanwege tijdsdruk werd besloten dat Nedersaksische taalinstellingen per e-mail om input zouden worden gevraagd. In reactie op de zesde rapportage werd stilgestaan bij de positie van het Nedersaksisch in het onderwijs, waarbij initiatieven zoals Wiesneus, een VMBO-pilot in Groningen en MBO-projecten in Overijssel werden genoemd. Daarnaast werd gesproken over de mogelijkheid van een universitaire studie Nedersaksisch.
Met betrekking tot de stand van zaken omtrent het Convenant Nedersaksisch werd bevestigd dat de Nedersaksische partners een werkconferentie wilden organiseren. Oorspronkelijk gepland voor het voorjaar van 2021, werd deze vanwege de coronapandemie verplaatst naar het najaar. Een koppeling met het Streektalensymposium werd overwogen. Verder werd het MBO-project in Overijssel besproken. Het projectplan sloot volgens de convenantspartners niet direct aan op het convenant, aangezien de Nedersaksische overheden nog geen gezamenlijk beleid en financiering voor de uitvoering hadden. Dit werd aangeduid als een thema voor de geplande werkconferentie, waar zou worden besproken hoe de overheden gezamenlijk kunnen voorzien in bovenregionale behoeften. Tijdens een bestuurlijk overleg tussen Weststellingwerf en de Overijsselacademie werd geconcludeerd dat het projectvoorstel van Overijsselacademie zijn tijd vooruitliep.
De provincie Groningen kondigde plannen aan voor een subsidieregeling voor provincie-overstijgende Nedersaksische projecten. Daarbij werd opgemerkt dat er juridische complicaties konden ontstaan bij uitvoering buiten het gebied van de subsidiegever. Er werd verwezen naar de Proeftuin Meertaligheid als mogelijk vergelijkingspunt.
Tijdens de rondvraag werd de mogelijke toetreding van de gemeenten Urk en Bunschoten en de provincie Flevoland tot het convenant besproken. Weststellingwerf had hierover ambtelijk contact gehad met Urk en uitleg gegeven over de samenwerking binnen het convenant. Het overleg werd afgesloten zonder verdere besluiten, met de afspraak om de werkconferentie en andere lopende onderwerpen in een volgend overleg verder te bespreken.

### 2022

#### 22 april 2022
In aanloop naar een Werkconferentie Nedersaksisch op 22 april 2022 werd een notitie opgesteld om gedeputeerden en wethouders te informeren over actuele ontwikkelingen rond het convenant.
De werkconferentie werd gekoppeld aan het symposium Erkende Talen van de Rijksoverheid en richtte zich op het gebruik van het Nedersaksisch in de praktijk. Bestuurders werd gevraagd te reflecteren op de lopende ontwikkelingen en mogelijke vervolgstappen. Er werd geconstateerd dat meerdere partijen actief zijn binnen het convenant, waaronder provinciale overheden, taalinstellingen en belangenorganisaties zoals SONT. Om versnippering te voorkomen werd geadviseerd om met deze partijen in gesprek te gaan over de verdere doorontwikkeling van het convenant.
Tijdens de conferentie presenteerden de gezamenlijke provinciale taalinstellingen een onderwijsplan voor het Nedersaksisch. Dit plan was zonder betrokkenheid van overheden of onderwijskoepels tot stand gekomen, terwijl wel financiering werd gevraagd van (uitsluitend) de convenantpartners. Geadviseerd werd om het plan eerst nader te onderzoeken op draagvlak, inhoudelijke en financiële haalbaarheid, en aansluiting bij het convenant. Er werd voorgesteld gebruik te maken van de ervaring die Friesland heeft opgedaan met vergelijkbaar onderwijsmateriaal. Uiteindelijk is er niet ingestemd met het plan.
Daarnaast werd een brief van SONT besproken waarin de minister van Binnenlandse Zaken en Koninkrijksrelaties werd verzocht om, net als het Fries, ook het Nedersaksisch en Limburgs wettelijk te erkennen als taal in bestuurlijk verkeer. Dit verzoek was niet vooraf afgestemd met de convenantpartners. Geconstateerd werd dat de huidige wetgeving al ruimte zou bieden voor het gebruik van Nedersaksisch binnen het openbaar bestuur, en dat het convenant expliciet niet inzet op nieuwe wetgeving, maar op benutting van bestaande mogelijkheden.
Tot slot werd de procedure rondom de toetreding van Urk en Bunschoten behandeld. Beide gemeenten hadden sinds 2018 de wens uitgesproken om zich bij het convenant aan te sluiten. Omdat hun beleid zou voldoen aan de voorwaarde om de streektaal actief te bevorderen, werd geadviseerd een aanbevelingsbrief te ondertekenen en deze namens de convenantpartners naar de Minister van Binnenlandse Zaken te sturen. De ondertekening tijdens de werkconferentie markeerde het officiële begin van het proces tot toetreding.

### 2023

#### 7 maart 2023
Op 7 maart 2023 vond er een vergadering plaats van de Ambtelijke Gesprekstafel, waarin de voortgang van het convenant en verschillende andere kwesties met betrekking tot de Nedersaksische taal werden besproken. De vergadering behandelde het voorstel van SONT en de Overijsselacademie voor een doorlopende leerlijn Nedersaksisch in het onderwijs, genaamd Leerplan Onwies. Verschillende provincies gaven aan dat het plan veel te ver zou gaan. Friesland gaf aan dat er al initiatieven op regionaal niveau bestonden en dat het nieuwe plan hierop moest aansluiten. Uiteindelijk is er niet ingestemd met het plan. Er werd voorgesteld om een symposium over streektaalonderwijs te organiseren om kennis en ervaringen te delen.
SONT had in 2022 een brief gestuurd naar het Ministerie van Binnenlandse Zaken en Koninkrijksrelaties waarin werd gevraagd om een wijziging van de Wet Algemeen Bestuursrecht om het Nedersaksisch en Limburgs algemeen toelaatbaar te maken. Volgens de provincies zou er in de brief zijn gesteld dat de provincies al positief stonden tegenover een wetswijziging. Dit is echter niet terug te vinden in de originele brief. Er werd besloten om een ambtelijke reactie naar het BZK te sturen, waarin werd gesteld dat bestaande afspraken voldoende waren. In vervolg hierop werd besproken dat de rol van de SONT na de implementatie van het convenant onduidelijk was. Voor de implementatie van het convenant had SONT zich als een adviesorgaan gepositioneerd, maar dit werd heroverwogen omdat de activiteiten van SONT volgens enkele provincies een storende werking zouden hebben.
Het voorstel van Gelderland om een klein budget voor Nedersaksisch beschikbaar te stellen werd goedgekeurd. Dit betrof een bedrag van 5000 euro per provincie en 2500 euro voor kleinere gemeenten. Verder werd de evaluatie van het convenant besproken. Met het Ministerie van Binnenlandse Zaken en Koninkrijksrelaties was afgesproken dat werkafspraken (Artikel 2.2 van het convenant) mogen dienen als evaluatie van het convenant. Er werd ook gesproken over een voorstel voor de aanstelling van een PhD in spraaktechnologie ter ondersteuning van de Nedersaksische taal. Er werd aangegeven dat, om het voorstel verder te ontwikkelen, de betrokkenheid van het Rijk noodzakelijk zou zijn. Door sommige partijen werden er wel vraagtekens gezet bij het feit dat voorstel wel verder zou worden ontwikkeld, en andere plannen (zoals Leerplan Onwies) niet.

#### 23 mei 2023
Tijdens een vergadering van de ambtelijke Gesprekstafel op 23 mei 2023 werden meerdere punten besproken die betrekking hadden tot de invulling van het convenant. In reactie op een brief van SONT over de Wet Algemeen Bestuursrecht heeft werd gemeld dat er een ambtelijke reactie naar het Ministerie van Binnenlandse Zaken is verstuurd, waarin expliciet werd verwezen naar het convenant waarin wordt benadrukt dat er geen nieuwe wet- en regelgeving wordt nagestreefd.
Een belangrijk agendapunt betrof het project Nedersaksische spraaktechnologie. Uit een eerdere bijeenkomst op 16 mei in Groningen bleek dat het oorspronkelijk voor een promovendus begrote subsidievoorstel van ongeveer €350.000 is bijgesteld naar €200.000 voor een postdoc-project. Alle aanwezigen waren het erover eens dat deelname van het Rijk, met een beoogde cofinanciering van 50%, een noodzakelijke voorwaarde was voor de verdere realisatie van het project. Tijdens het overleg is er geen besluit genomen over het project.
Verder werd de eerste opzet voor de werkafspraken besproken en unaniem goedgekeurd. 
Er werd vastgesteld dat een werkconferentie over educatie en het gebruik van het Nedersaksisch in het najaar van 2023 zou worden georganiseerd. Ook kwam de verdere opzet van de werkconferentie aan bod. Er werd verzocht aan Friesland om een eerder in Wolvega gegeven presentatie te herhalen en aan te vullen met extra sprekers, en er werden ideeën besproken zoals de toetreding van de gemeenten Urk en Bunschoten tot het convenant, en de ontwikkeling van een onderwijsprogramma Van old naor jong in samenwerking tussen Groningen en de Achterhoek.

#### 23 november 2023
In november 2023 vond een verkort ambtelijk overleg via Zoom plaats. Het ministerie van Binnenlandse Zaken en Koninkrijksrelaties had destijds  €75.000 beschikbaar gesteld voor de bevordering van het Nedersaksisch, naar aanleiding van een motie in de Tweede Kamer die opriep tot het stimuleren van onderwijs in streektalen. Volgens de notulen van het ambtelijk overleg werden er twee bestedingsrichtingen aangegeven, namelijk het project Nedersaksische spraaktechnologie en een werkconferentie. Tijdens het overleg werden financiële ontwikkelingen en een bijgestelde begroting van €220.000 voor het project aan de orde gebracht. Er is afgesproken dat uiterlijk in februari 2024 zou worden besloten of het project door zou kunnen gaan.
De provincie Groningen had aangegeven het voorzitterschap van het convenant te willen overnemen van de gemeente Weststellingwerf. Weststellingwerf had sinds 2020 had vervuld. Verder werd de opzet van een werkconferentie besproken, met als thema onderwijs. In januari 2024 zou het concept verder worden uitgewerkt, maar dit is toen niet gebeurd wegens tijdgebrek.

### 2024

#### 10 januari 2024
Op 10 januari 2024 vond er een ambtelijk overleg plaats in het gemeentehuis Weststellingwerf en via Zoom. Er werd een update gegeven over de voortgang van het project 'Nedersaksische spraaktechnologie'. Naast de financiering vanuit de Rijksuniversiteit Groningen werd van de convenantpartners gevraagd om medefinanciering, zodat het onderzoek alle taalvarianten van het Nedersaksisch kon omvatten. Verder werd gemeld dat tijdens het bestuurlijke overleg op 22 maart 2024, dat oorspronkelijk plaats zou vinden in het kader van een werkconferentie, waarschijnlijk een beslissing zou worden genomen over het project en de financiering daarvan. Ambtenaren hebben besloten hun bestuurders te informeren na te gaan of er budget beschikbaar zou zijn. 
Ook werd de leeromgeving eduFrysk gepresenteerd, een online platform dat Friestalig lesmateriaal aanbiedt voor diverse onderwijsniveaus. Daarnaast kwam er een korte update over de zevende rapportage omtrent het Europees Handvest voor regionale talen of talen van minderheden en de bijbehorende contacten tussen het ministerie van Binnenlandse Zaken en Koninkrijksrelaties en de gemeente Weststellingwerf. Tot slot werd voorgesteld om van de €75.000 van het ministerie een deel van €10.000 te reserveren voor de werkconferentie van 22 maart (deze is uiteindelijk uitgesteld), en de resterende €65.000 in te zetten voor het project 'Nedersaksische spraaktechnologie', mits dit project door zou gaan.

#### 14 februari 2024
Op 14 februari 2024 vond er een ambtelijk overleg via Zoom plaats met deelnemers van onder meer de provincies Drenthe, Groningen, Fryslân, de gemeente Ooststellingwerf, en Weststellingwerf. Er werd besproken dat het oorspronkelijke voorstel voor de werkconferentie van 22 maart naar later in 2024 verplaatst zou worden, hoewel het bestuurlijk overleg op die datum uiteindelijk wel door zou gaan.
Verder kwam de toetreding van de gemeenten Urk en Bunschoten tot het convenant aan bod. Voor de toetreding van de nieuwe partijen werd een concept-addendum van het convenant besproken, dat door het Ministerie van Binnenlandse Zaken en Koninkrijksrelaties was gestuurd. Er werd opgemerkt dat de termijn voor aanpassingen (uiterlijk 16 februari) te kort zou zijn, omdat de goedkeuring bij de partners nog bestuurlijk moest worden geregeld. Daarom is de vraag geuit richting het Ministerie van Binnenlandse Zaken en Koninkrijksrelaties of het addendum eerst door de provincies en gemeenten kon worden ondertekend voordat het naar het Ministerie zou gaan, zodat het document vóór 22 maart voor ondertekening beschikbaar zou zijn. Vanuit de gemeente Urk kwam tevens de opmerking dat provincie Flevoland mogelijk ook wilde toetreden tot het convenant.
Wat betreft de medefinanciering van het project 'Nedersaksische Spraaktechnologie' is er bij de convenantpartners overeenstemming bereikt over een bijdrage van €20.000 voor de provincies en €10.000 voor de gemeenten, naast een toewijzing van €65.000 aan BZK-gelden. De provincies Groningen, Drenthe, Friesland en Overijssel en de gemeente Ooststellingwerf waren hiermee akkoord, en ook de gemeente Weststellingwerf leek positief, al werd er nog een definitief antwoord verwacht. Een voorwaarde vanuit de provincie Drenthe is dat alle convenantpartners deel zouden nemen. Bij de gemeente Ooststellingwerf heerste een wens om eerst met de streektaalinstellingen te overleggen over de bestedingsrichting van de BZK-gelden.

#### 22 maart 2024
Op 22 maart 2024 vonden er twee afzonderlijke ambtelijke overleggen plaats in het gemeentehuis van Weststellingwerf. Bij het eerste overleg werden de streektaalinstellingen uitgenodigd.

##### Eerste overleg (met streektaalorganisaties)
Tijdens het eerste overleg werden er meerdere punten besproken die toepassing hebben op de implementatie van het convenant Nedersaksich. 
Er werd gesproken over de €75.000 die door het Rijk beschikbaar was gesteld over de bevordering van het Nedersaksisch. Vanuit de ambtelijke werkgroep was het idee om €65.000 van deze middelen voor het project Nedersaksische Spraaktechnologie beschikbaar te stellen. De streektaalinstellingen vroegen om meer informatie over het project. De streektaalinstellingen benadrukten dat het belangrijk is om het Nedersaksisch te integreren in het onderwijs om de taal vitaal te houden. Daarom pleitten om de resterende €10.000 te gebruiken voor een haalbaarheidsonderzoek voor het Nedersaksisch in het onderwijs. Daarbij benadrukten de organisaties dat het onduidelijk zou zijn waar de verantwoordelijkheid op het gebied van onderwijs ligt, omdat de Provincie en het Rijk naar elkaar zouden wijzen. Uiteindelijk is er besloten om het onderwerp te agenderen voor een komend bestuurlijk overleg, omdat het onduidelijk was hoe de bestuurders erin stonden.
Daarnaast werd er gesproken over een rapport van het Comité van Experts van de raad van europa, die een kritische toon had. Een van de aanwezige ambtenaren benadrukte dat bepaalde delen van het rapport, met name op het punt van onderwijs, betrekking leken te hebben op deel 3 van het handvest. De streektaalorganisaties konden zich hier niet in vinden. Er werd geconcludeerd dat de visie van de streektaalorganisaties niet altijd in lijn zou zijn met het convenant. Sommige partijen verlangden openlijk naar erkenning onder deel 3 van het Handvest, omdat het convenant geen echte verplichtingen of stevige fundamenten zou bevatten. Er werd ook aangegeven dat Ooststellingwerf zich in een moeilijke positie zou bevinden, omdat het Nedersaksisch onder deel 2 valt en het Fries onder deel 3, wat ervoor zou zorgen dat er verschillen zijn in de verplichten en mogelijkheden voor beide talen. De organisaties gaven aan dat verbeterde communicatie tussen de streektaalinstellingen en de ambtelijke werkgroep noodzakelijk zou zijn.
Er werd ook gesproken over de rol van SONT binnen het convenant. Daarbij werd opgemerkt dat SONT niet altijd in lijn zou handelen met de behoeften van de streektaalinstellingen. Tijdens het overleg is er besloten om SONT te benaderen over hun rol binnen het convenant.
Uiteindelijk is er besloten om een langetermijnagenda op te stellen op punten waarover een consensus bestaat.

##### Tweede overleg
Tijdens het tweede ambtelijke overleg van 22 maart 2024 werd er teruggeblikt op het eerste overleg. Zo werd het voornemen uitgesproken om zowel voor als na de zomer van 2024 een bestuurlijk overleg in te plannen. De officiële toetreding van Urk, Bunschoten en Flevoland zou dan op het bestuurlijk overleg van na de zomer plaatsvinden.
Er werd ook onder andere teruggeblikt op het eerdere voornemen om een werkconferentie te plannen, en er werden vraagtekens gesteld bij de effectiviteit van een werkconferentie, in het licht van het symposium Erkende Talen op 12 november 2024. Er werd een idee besproken om in het voorjaar van 2025 een evenement te organiseren.
Tijdens het overleg werd het idee besproken om €10.000 van de overige BZK-gelden te gebruiken om een behoefteonderzoek voor Nedersaksisch in het onderwijs te financieren. Hiervoor was bij Drenthe al een aanvraag voor €30.000 ingediend, die ten tijde van het overleg niet meer openstond.
Er werd ook geconstateerd dat SONT niet in lijn zou handelen met de stuurgroep. Tijdens aankomende bestuurlijke overleggen met SONT zou nogmaals duidelijk worden gemaakt dat enkel de streektaalinstellingen zouden fungeren als aanspreekpunt.

### 17 december 2024
Op dit overleg was enkel de provincie Friesland aanwezig. De brief aan minister Uitermark is ter kennisgeving aangenomen. Er werd teruggeblikt op het Bestuurlijk Overleg van 13 september 2024 over het conceptverslag en de reflectie van (nieuwe) bestuurder hierop. 
Er vond evaluatie van het convenant plaats en er werd verwezen naar een brief van het BZK waarna nagedacht werd hier vorm aan te geven. Twee personen gaven aan graag mede het gesprek met BZK te voeren over onderwijs en de evaluatie van het Convenant en één persoon zou met BZK een afspraak afstemmen. De uitkomsten zouden teruggekoppeld worden op het Algemeen Overleg op 25 februari 2025.
Daarnaast werd gesproken over een doorlopende leerlijn. Overijssel, Ooststellingwerf en Groningen reageerden zeer positief. Gelderland en Weststellingwerf gaven geen antwoord. Drenthe gaf aan geen middelen te hebben binnen cultuur, maar nu bijgedragen vanuit onderwijs/arbeidsmarkt. Friesland, Urk en Bunschoten waren terughoudend om verschillende redenen. 
Een opdracht aan steuninstelling streektaal werd doorgeschoven naar het volgende Algemeen Overleg.
Overijssel gaat samenwerking met een aantal Duitse regio's voor het Nedersaksisch. Mogelijk interessant voor andere provincies. De uitkomsten en ontwikkelingen worden op termijn teruggekoppeld.
Daarnaast is een Werkbaarheid Nedersaksisch opgesteld met een memo. Er was breed draagvlak voor de voorgestelde aanpak. Samenwerking zou gezocht werden per dossier. Er zal gewerkt worden met een 'kopgroep' bestaande uit Drenthe, Overijssel, Gelderland, Groningen en Ooststellingwerf.
Verder werden resterende Algemeen Overleggen en Bestuurlijke Overleggen inclusief met de Stuurgroep Nedersaksisch ingepland voor de rest van 2025.